# Chaucer as a Philologist: The Reeve’s Tale
Chaucer as a Philologist: The Reeve’s Tale ist ein Essay zu einem Vortrag, den der britische Schriftsteller und Philologe J. R. R. Tolkien am 16. Mai 1931 vor der Philological Society (Philologischen Gesellschaft) in Oxford gehalten hat. Thema war der mittelenglische Dichter Geoffrey Chaucer und die Verwendung von Dialekten in der Erzählung The Reeve’s Tale aus der Sammlung The Canterbury Tales, die dieser im 14. Jahrhundert verfasst hatte.

## Hintergrund
The Reeve’s Tale ist die dritte Erzählung aus den Fragmenten der Canterbury Tales, die Tolkien nutzte, um sich näher mit dem Dichter Geoffrey Chaucer und den linguistischen Besonderheiten zu befassen. Er beleuchtet dabei den Gebrauch der nordenglischen Sprache durch Chaucer als stilistisches Mittel für die Umsetzung der Komik in der Erzählung. Er schließt daraus, dass der Dichter sowohl eine gute Kenntnis dieses Dialektes hatte als auch ein Gespür dafür, wie dessen Eigenheiten auf sein Publikum in London wirkten. Bemerkenswert ist, dass The Reeve’s Tale als einzige der Geschichten in diesem regionalen Akzent verfasst wurde und daher das Interesse innerhalb der akademischen Kreise auf sich zog. So betrachtete Tolkien in den 1930er Jahren diese Verwendung als „linguistic joke“, mit der Chaucer versuchte, einige phonologische Nuancen wiederzugeben, die auf einen Dialekt aus der Umgebung von Norfork weisen und sich so einen Spaß mit anderen Philologen zu machen, der dem normalen Leser verborgen blieb. Neuere linguistische Forschungen haben diese These teilweise widerlegt und gehen eher davon aus, dass die Zuweisung der Dialekte auf das Bildungsniveau hindeute, um den niederen Stand durch diese von der Norm abweichende Sprache zu verdeutlichen. Möglicherweise hat Chaucer dieses Element bewusst eingesetzt, „um den Vogt und die [andere] Charaktere seiner Geschichte zu verhöhnen“ (“to mock the reeve and the characters of his tale”).

## Ausgaben
- J. R. R. Tolkien: Chaucer as a Philologist: The Reeve’s Tale. In: Transactions of the Philological Society. Band 33, Nr. 1. Wiley-Blackwell, 1. November 1934, ISSN 1467-968X, S. 1–70, doi:10.1111/j.1467-968X.1934.tb01091.x.
- J. R. R. Tolkien: Chaucer as a Philologist: The Reeve’s Tale. In: Douglas A. Anderson, Michael D. C. Drout, Verlyn Flieger (Hrsg.): Tolkien studies. Band V. West Virginia University Press, Morgantown 2008, ISBN 978-1-933202-38-9, S. 109–171 (Enthält zudem auf den Anschlussseiten (173–183) Tolkiens Version von The Reeve’s Tale aus dem Jahr 1939).